# 城久遺跡群
座標: 北緯28度18分33.2秒 東経129度57分52.5秒 / 北緯28.309222度 東経129.964583度

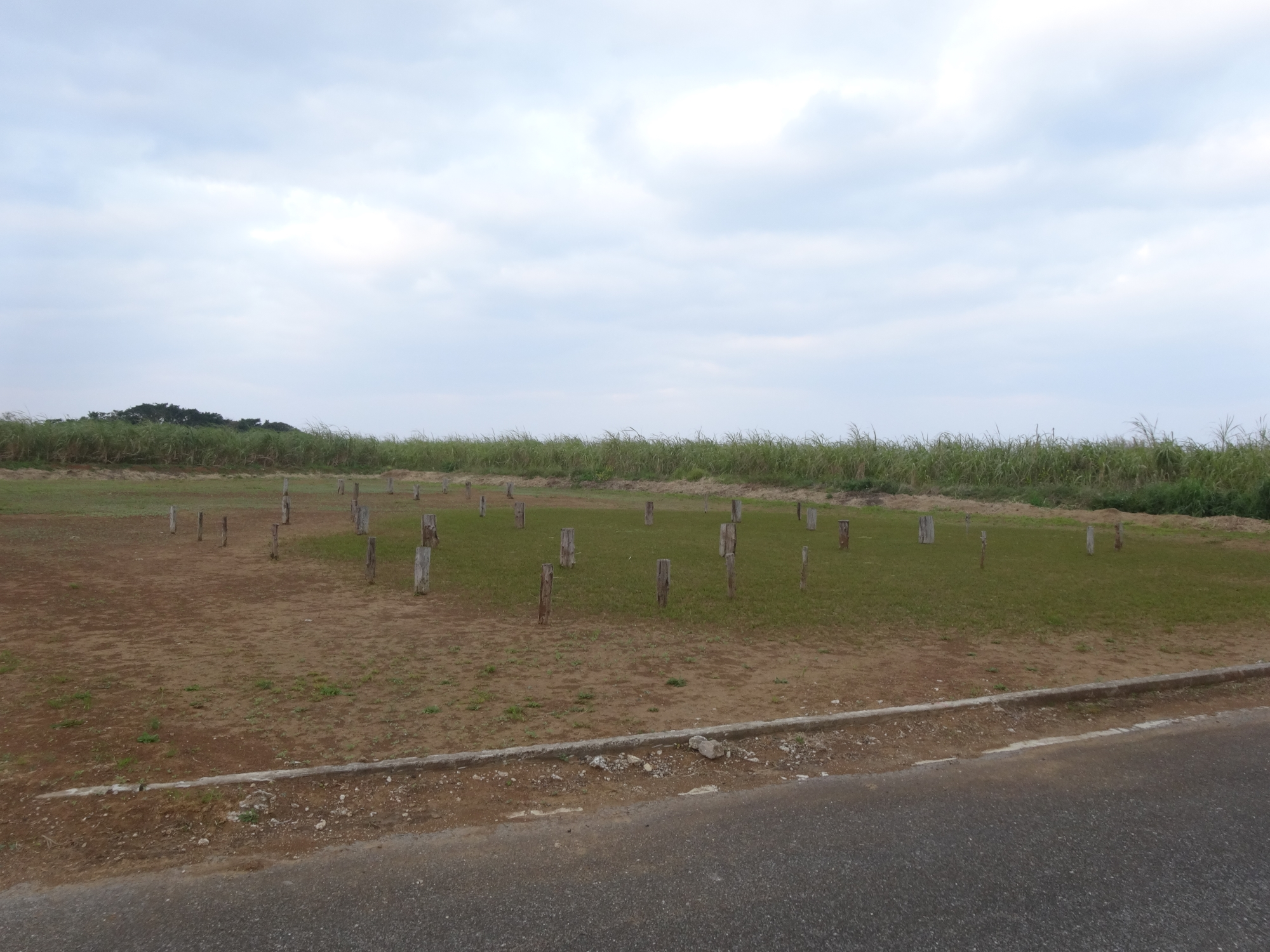
山田半田遺跡

城久遺跡群（ぐすくいせきぐん）は、鹿児島県の奄美群島喜界島の平安時代から室町時代にかけての遺跡群。喜界町城久（ぐすく）集落周辺で発見された8ヶ所の遺跡の総称である。2017年（平成29年）に「城久遺跡」の名称で国の史跡に指定された。

## 概要
大規模な集落跡で、2003年（平成15年）に調査が開始された。徳之島のカムィ焼窯跡遺跡などと同じく、南島史の大きな発見として注目されている。山田半田遺跡・半田口遺跡・前畑遺跡・大ウフ遺跡・半田遺跡・山田中西遺跡・小ハネ遺跡・赤連遺跡の8ヶ所で、史跡に指定されたのはそのうちの前から5ヶ所である。
喜界島中央部の高台に位置し、遺跡の推定年代は9世紀から10世紀の初期、11世紀後半から12世紀の中期、13世紀から15世紀の後期にわかれる。数百棟の掘立柱建物跡や土坑墓、火葬墓が検出され、その数や種類の多さは南西諸島では他に類を見ない。12-13世紀の屈葬墓の調査では、日本列島本土の中世仏教思想に基づく埋葬方法と同形式と推定されている。出土品では大宰府出土品と同系の土師器にはじまり、越州窯系青磁や朝鮮系無釉陶器、初期高麗青磁など中国や朝鮮半島の陶磁器が確認されている。最近の調査では12世紀の製鉄炉跡も多数検出された。
『日本紀略』長徳4年（998年）に大宰府が貴駕島（喜界島）に対して、暴れ回る南蛮人（奄美大島人か）を捕えるように命じ（南蛮賊）、翌5年（999年）には大宰府が朝廷に南蛮人を追討したと報告していることから、喜界島には、それだけの機関や勢力が存在していたと考えられていた。なお、奄美群島の中心部から離れた喜界島に拠点が設けられたのは、島にハブが棲息していないことが理由の一つではないかと見られている。
遺跡の推定年代の末期は沖縄本島の三山時代にはじまる琉球王国成立時期と重り、第一尚氏の尚徳による喜界島征服は1466年であるが、集落の終焉と直接の関係があるかは不明である。
喜界島の勢力は夜光貝交易を通して博多商人の交易網に組み込まれ、そこから朝鮮半島の技術を導入して徳之島でカムィ焼を作成させたのではないかとの推定もなされている。琉球のグスク時代初頭、琉球弧の各島嶼にて交易や移住により基礎を築いた勢力の一つに、城久遺跡群に拠点を置いた喜界島勢力があるのではないかという説が立てられている。
平安時代末期から鎌倉時代にかけての頃には喜界島は貴海国と呼ばれており、吾妻鏡には朝廷の支配が及ばず日域(日本領)かどうか怪しいと記されていることから当時の喜界島は独立状態だったようである。
最新の発掘調査では城久遺跡の西にある沿岸部の手久津久（てくづく）遺跡群も注目されており、年代は14世紀から15世紀と推定されている。